# موزه دکتر حسابی
موزهٔ دکتر حسابی، یکی از موزه‌های استان تهران است که پس از مرگ محمود حسابی، فیزیک‌دان ایرانی، در سال ۱۳۷۱ در محل خانهٔ او ایجاد شد. این موزه که در آن وسایل شخصی، مدارک علمی و تحصیلی، نشان‌ها و تقدیر نامه‌ها و عکس‌های قدیمی محمود حسابی به نمایش گذاشته شده‌اند در خیابان مقصودبیک قرار دارد که در گذشته چهارراه حسابی نامیده می‌شد.
بنای ساختمان موزه در سال ۱۳۱۰ ساخته شده و موزه در طبقهٔ سوم این بنا قرار دارد. علاوه بر خود بنا که قدمت زیادی دارد و وسایل دکتر حسابی که در این موزه به نمایش گذاشته شده، همچنین، این مکان تا حدی نمایشگر نحوهٔ زندگی دکتر حسابی است؛ از جمله، در این موزه می‌توان تغییراتی که حسابی در منزل داده تا زندگی برای همسر کم‌بینایش آسان‌تر شود، یا نحوهٔ استفاده دوبارهٔ وی از وسایل خراب را دید. مدیریت این موزه به عهده ایرج حسابی، فرزند محمود حسابی، است.
موزه دکتر حسابی دو بخش فعال دارد: بخش فرهنگی که وظیفه چاپ و نشر آثار محمود حسابی را بر عهده دارد و بخش علمی که دربارهٔ زندگی و تحقیقات علمی حسابی فعالیت می‌کند. در سال ۱۳۸۸ مدیریت موزه اعلام کرد که سالانه ۱۰۰ پروژه دبیرستانی و ۲۰۰ تا ۳۰۰ پروژه دانشگاهی در این موزه انجام می‌شود.

## مشکلات مالی
این موزه که به همت خانواده و نزدیکان دکتر حسابی ایجاد شده است به خاطر نبود حمایت مالی دچار بدهی شده بود به طوری که در سال ۱۳۸۹، ایرج حسابی مدیر این موزه خبر از به حراج گذاشته شدن موزه داد. پیشتر در سال ۱۳۸۸، خبرگزاری‌ها از بدهی مالی این موزه به یکی از بانک‌ها به مبلغی حدود ۲٫۵ میلیارد تومان به عنوان جریمه یک وام که چندین سال قبل توسط خود محمود حسابی گرفته شده بود خبر داده بودند و این که شهرداری تهران به عنوان یک راه حل قصد داشته تا با عضویت در هیئت امنای موزه دکتر حسابی، برای حفظ این بنا تلاش کند.

## دسترسی
تهران، تجریش، خیابان مقصودبیک، خیابان دکتر پروفسور حسابی، پلاک ۸

## نگارخانه

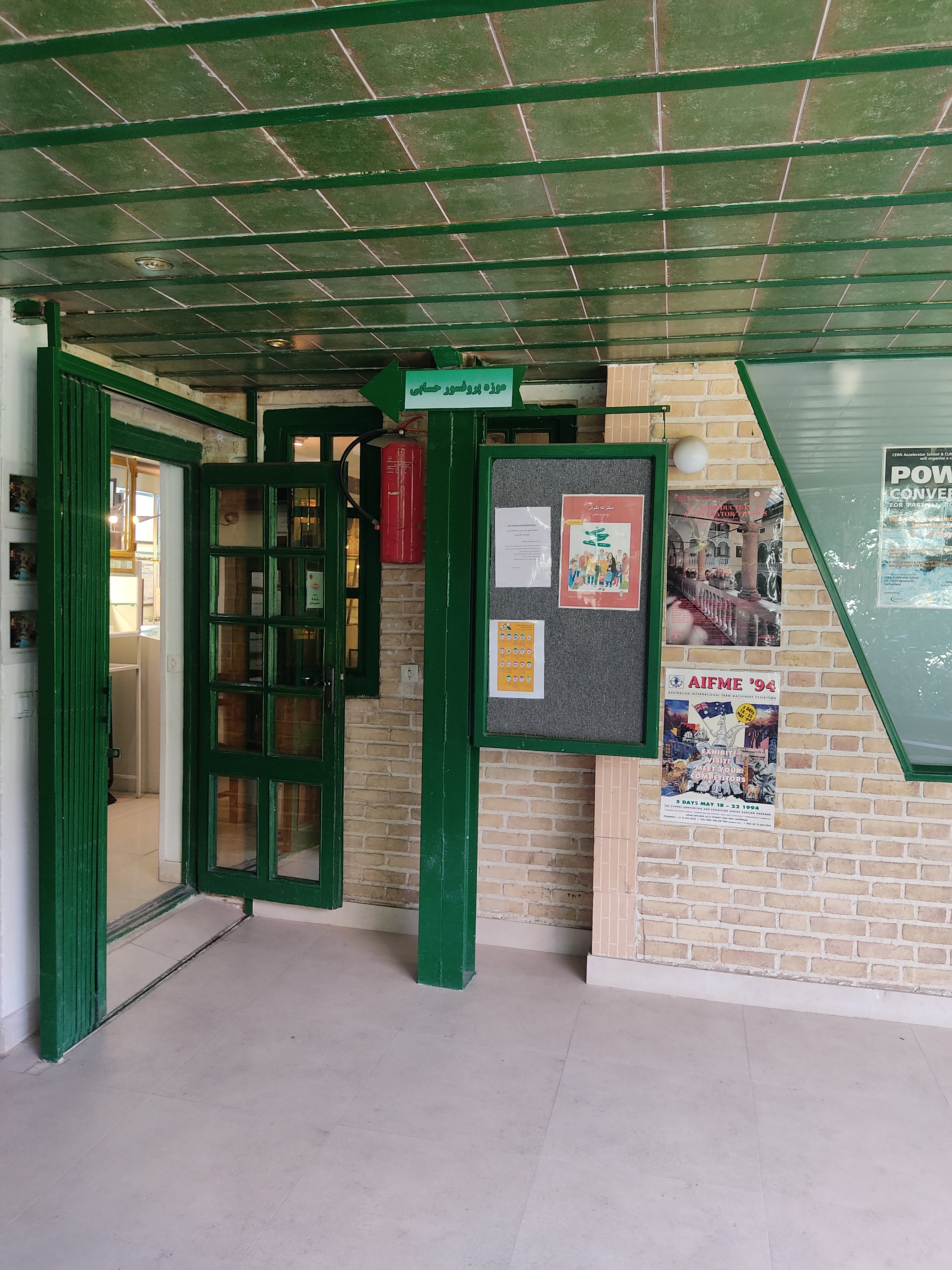
ورودی موزه در طبقه سوم
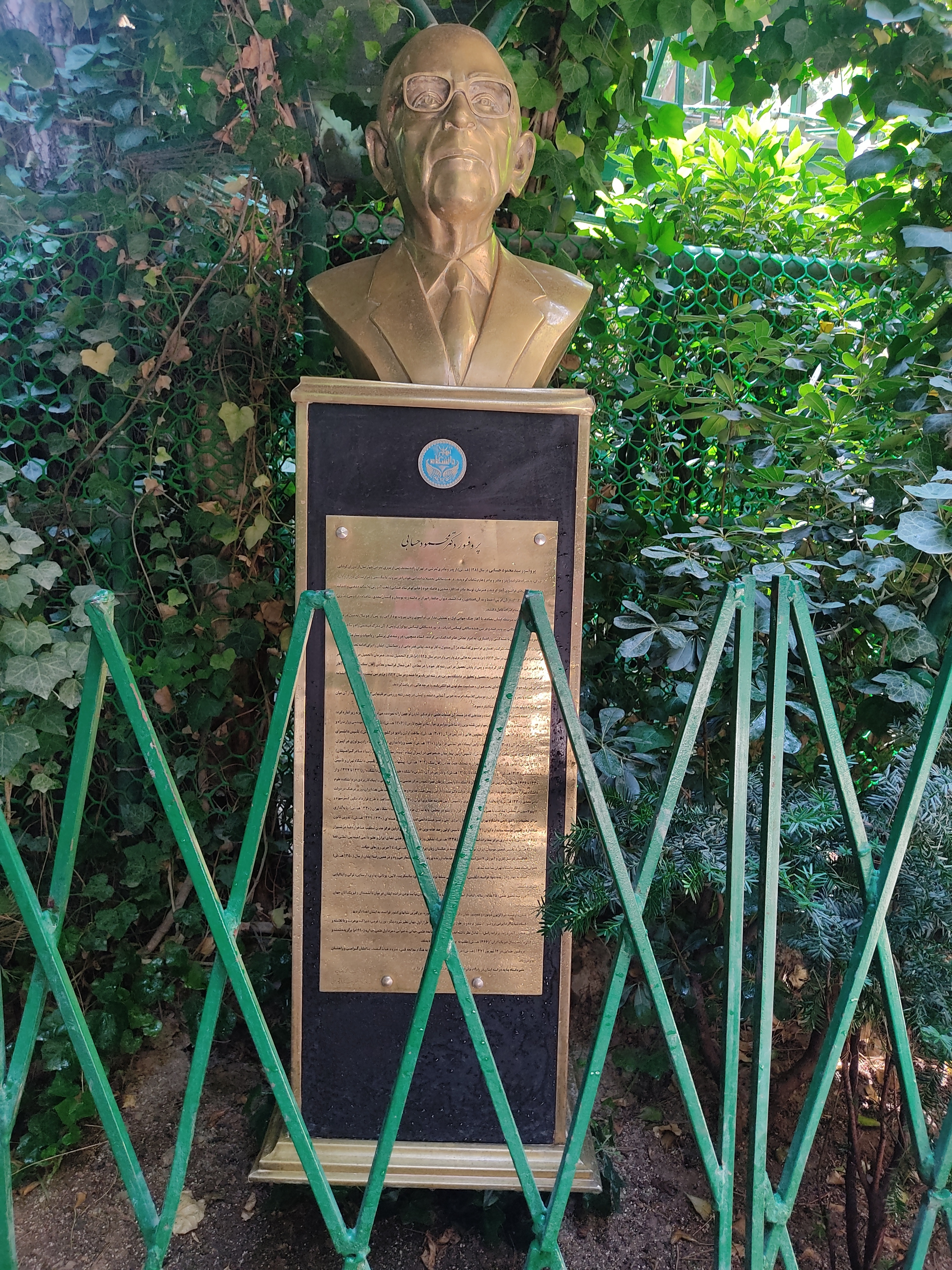
سردیس محمود حسابی
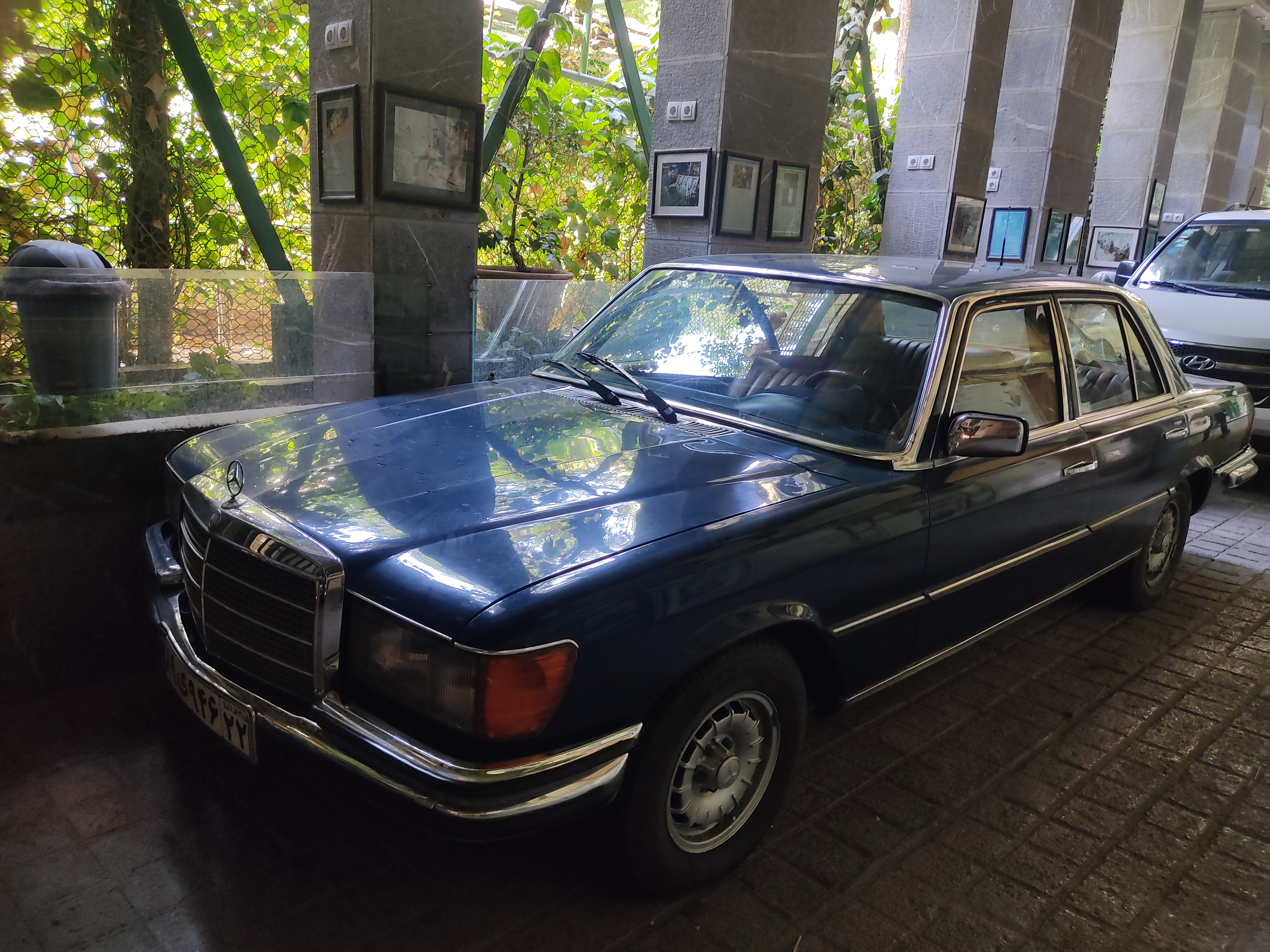
خودرو محمود حسابی
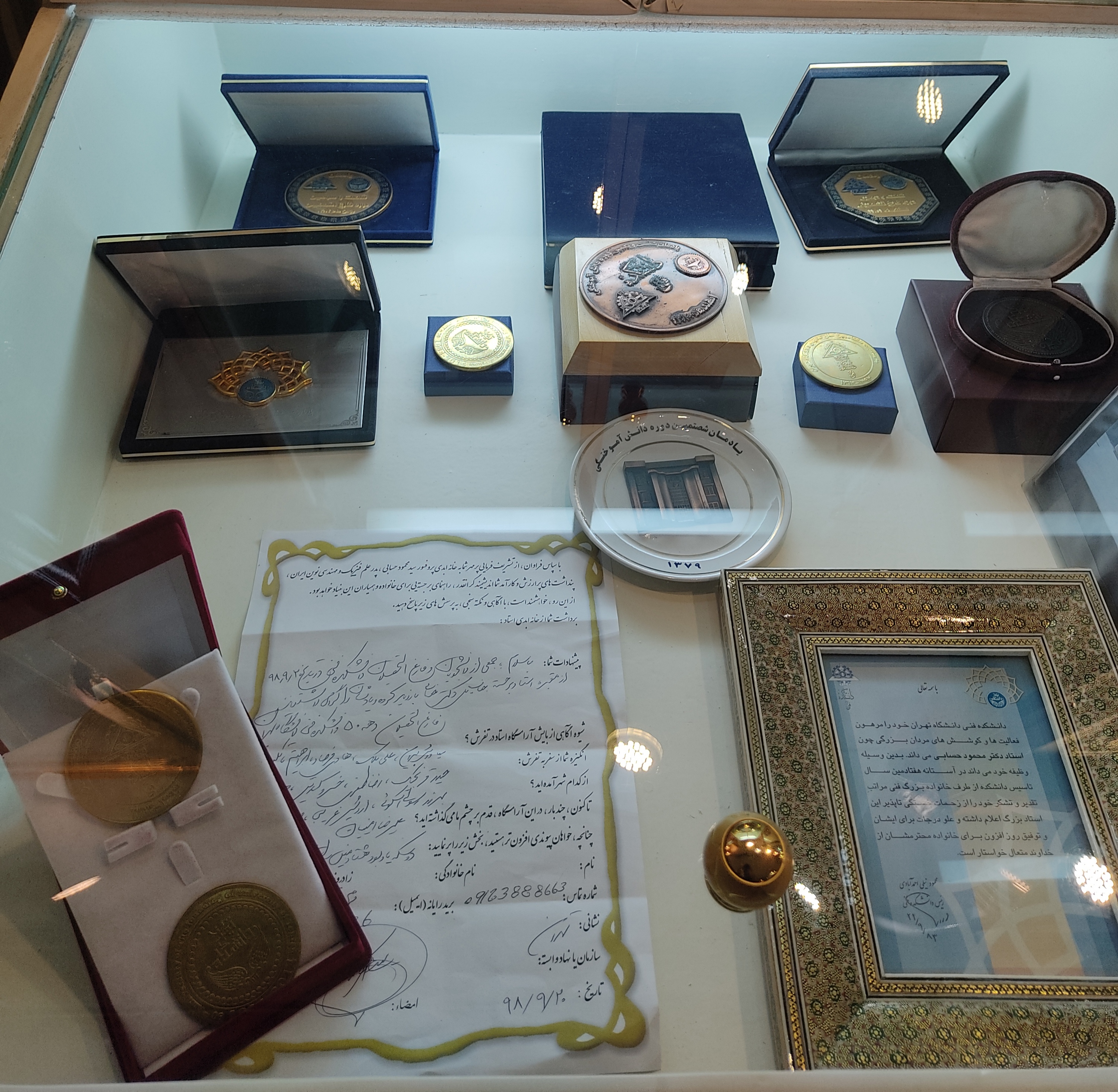
مدال‌ها
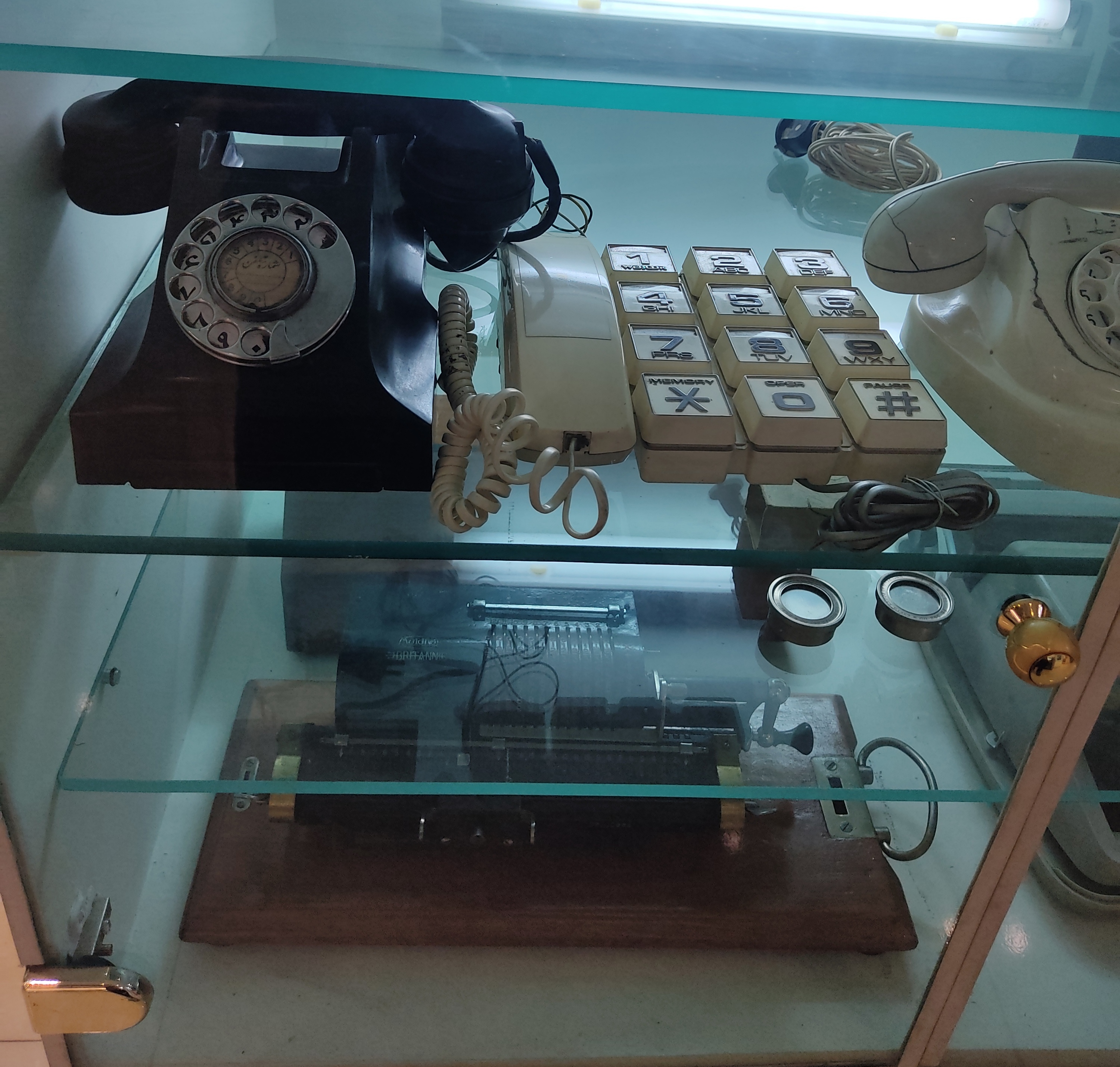
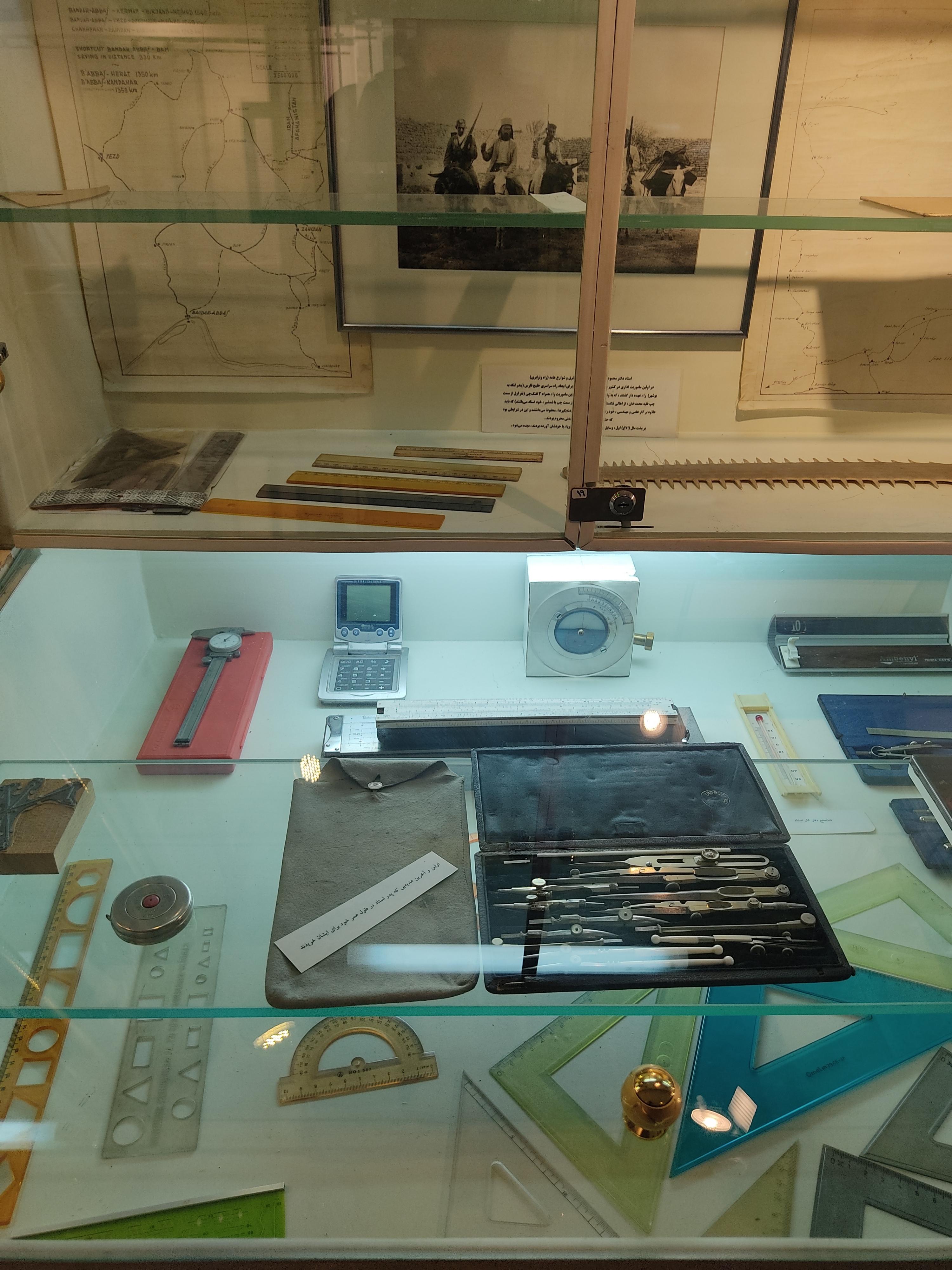
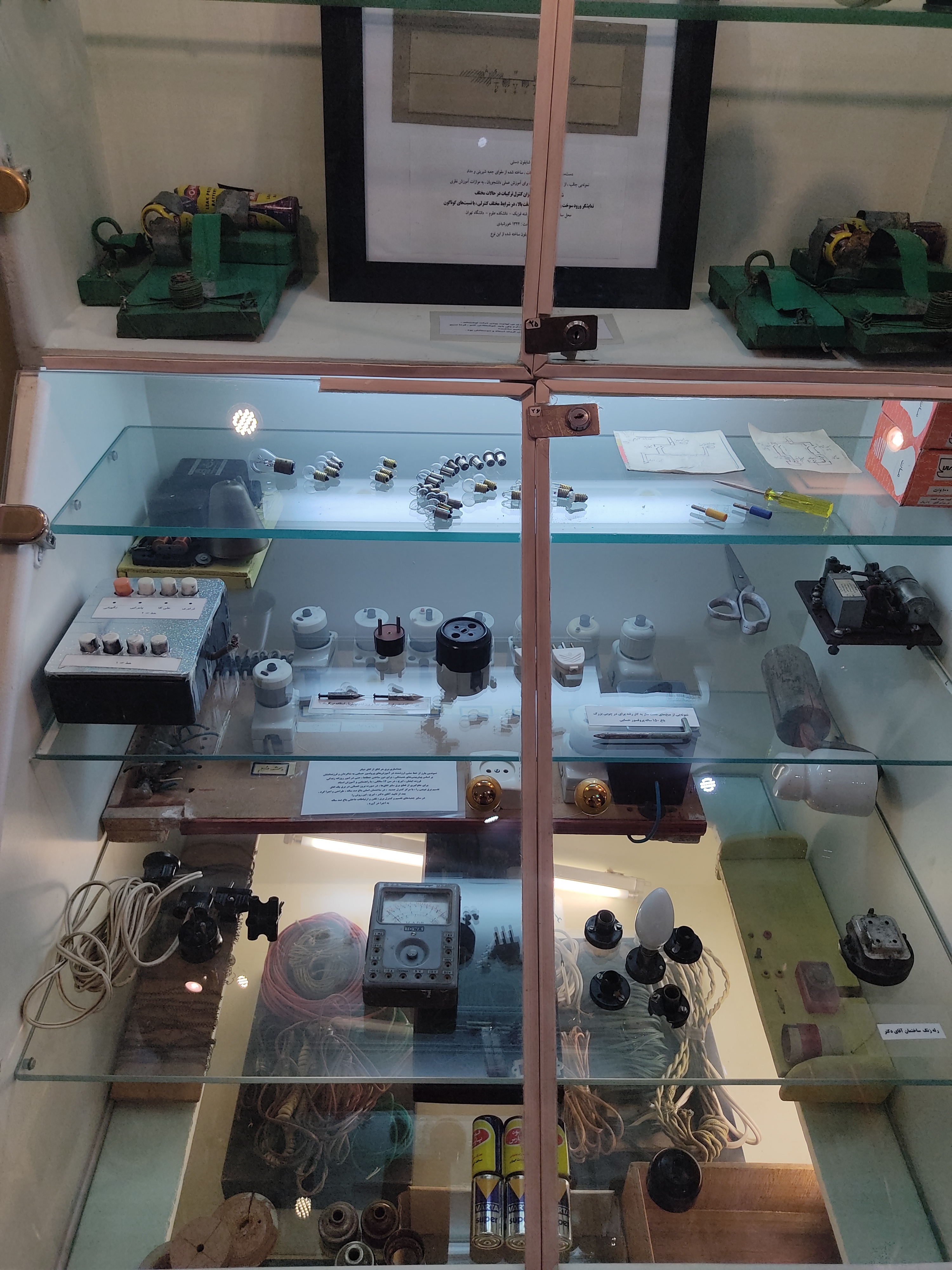
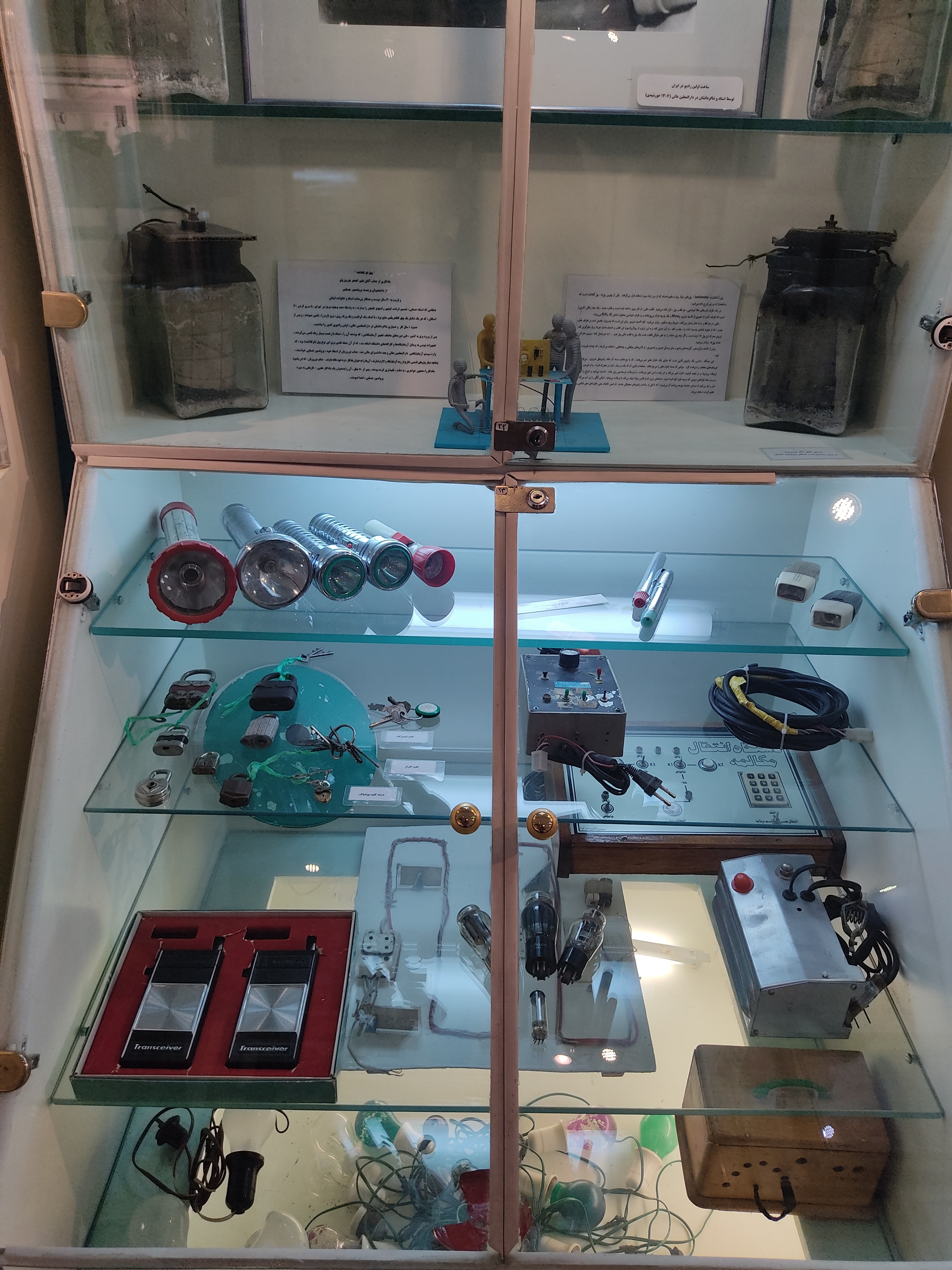
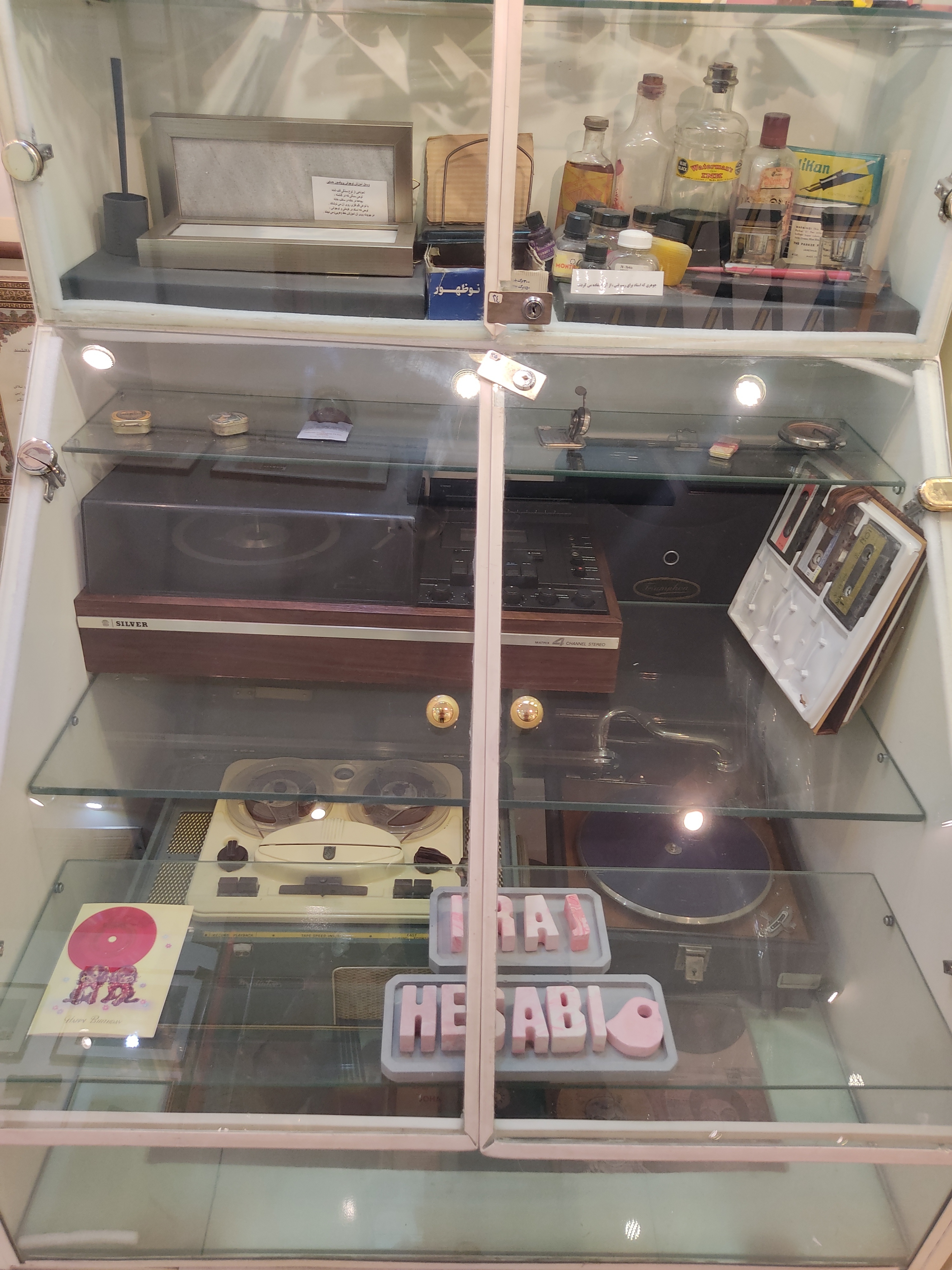
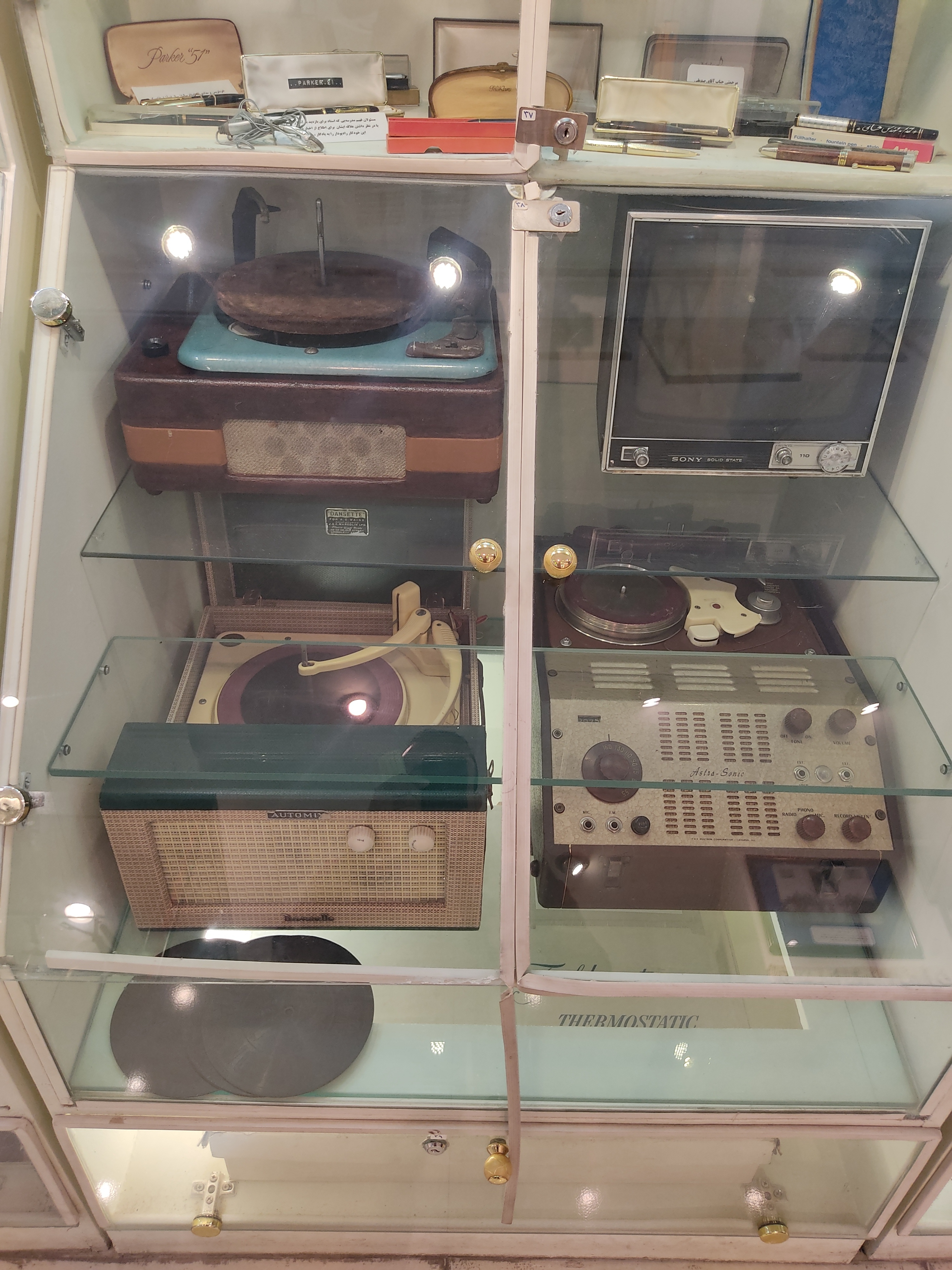
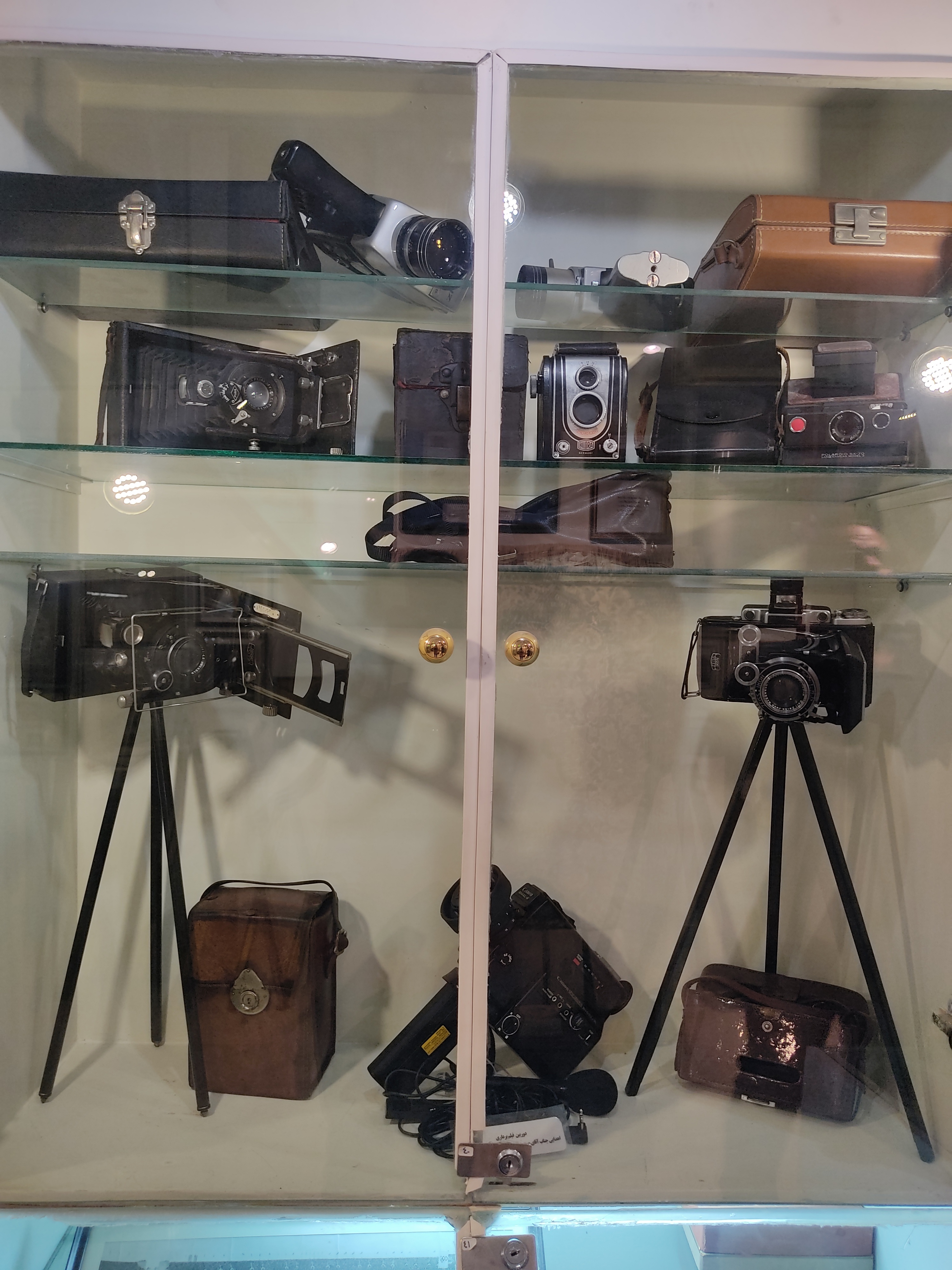
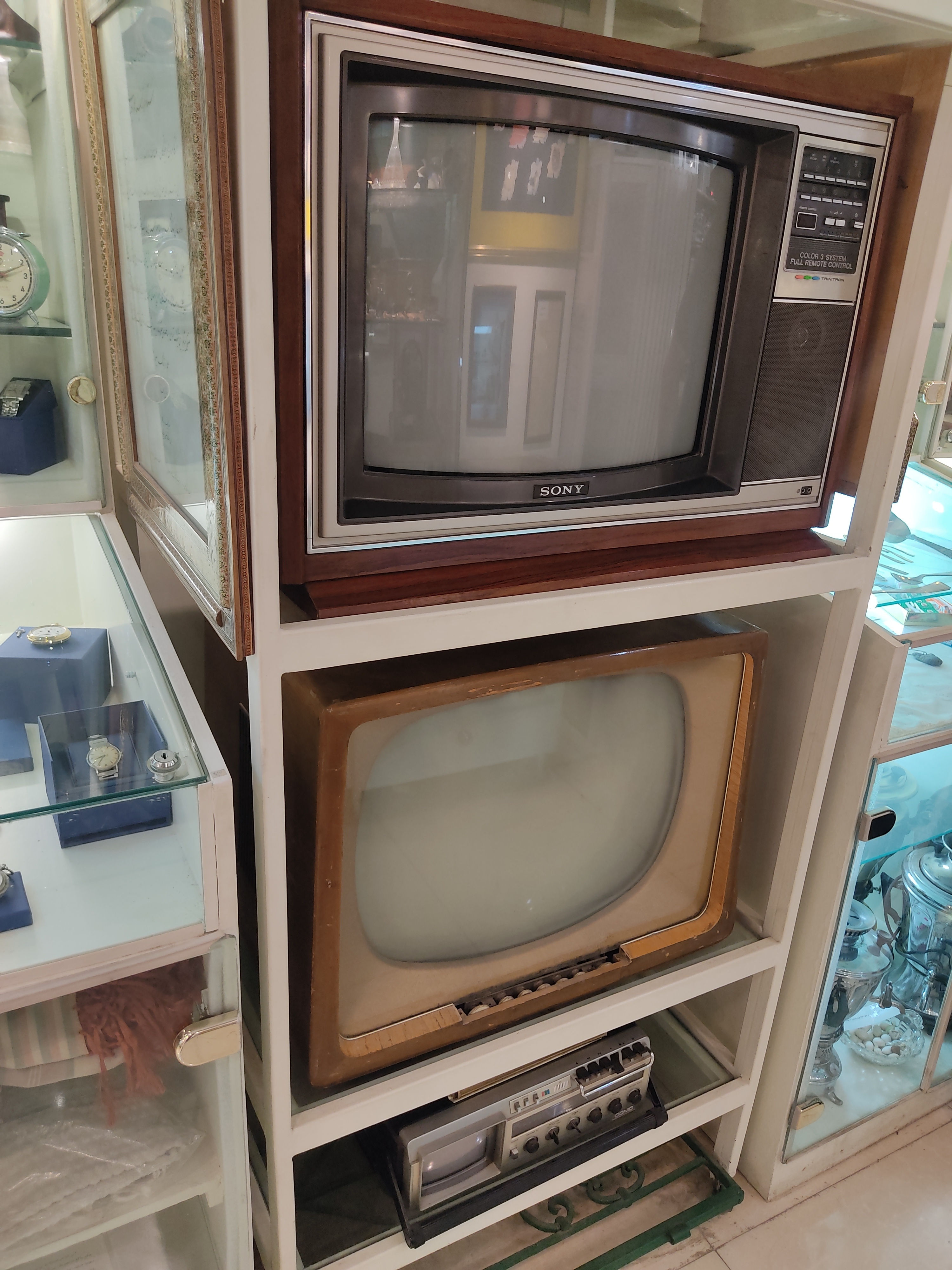
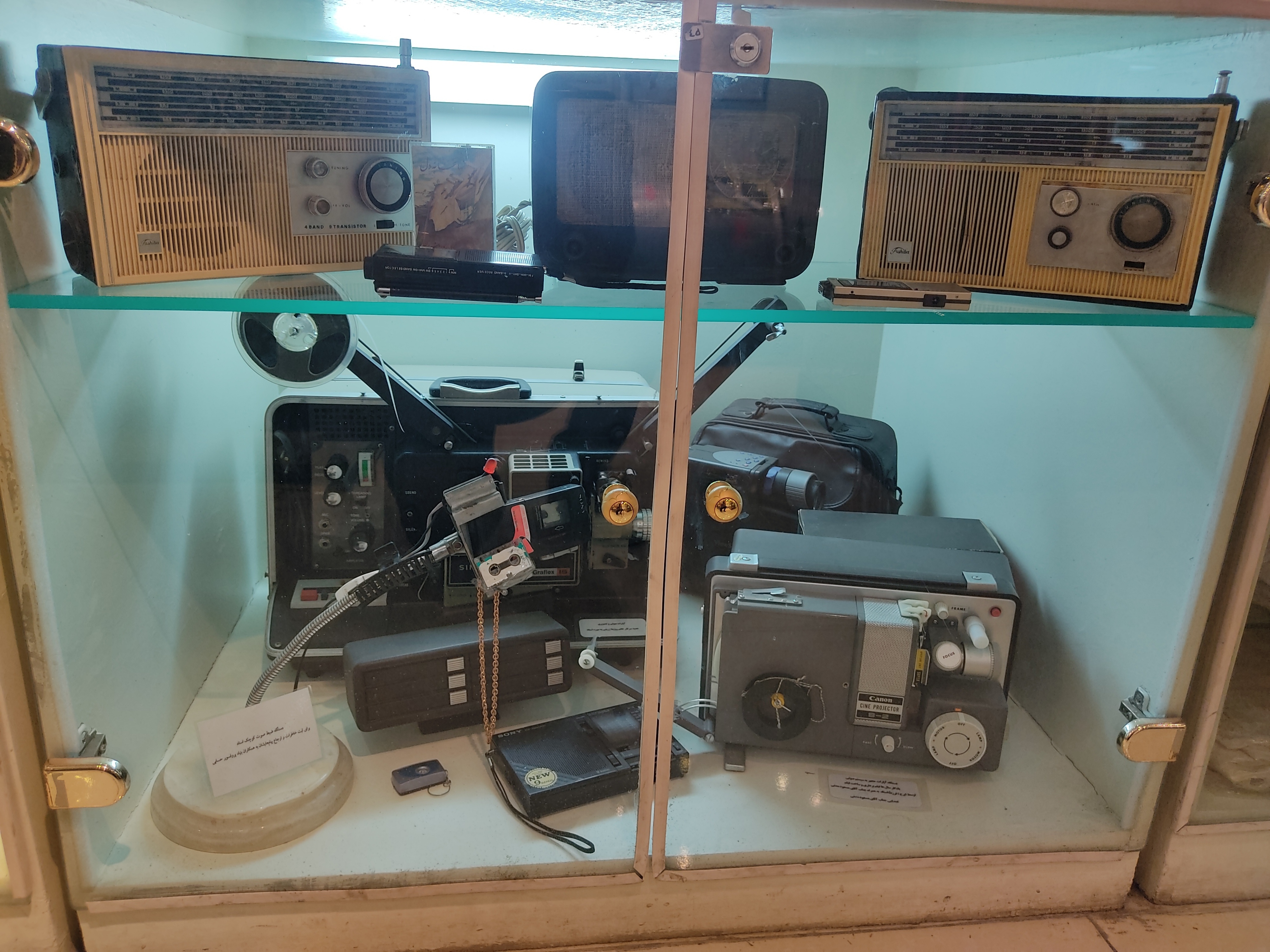
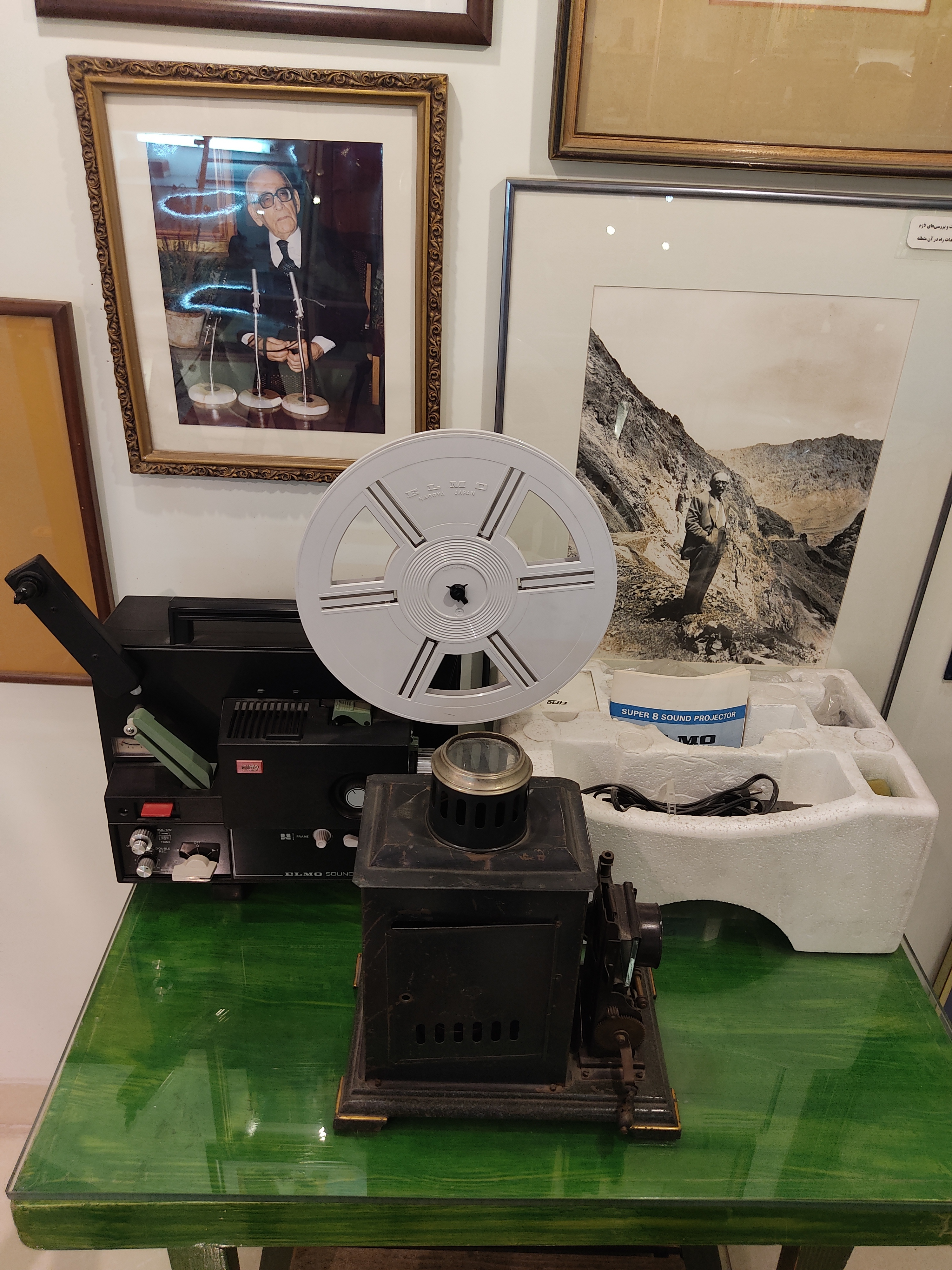
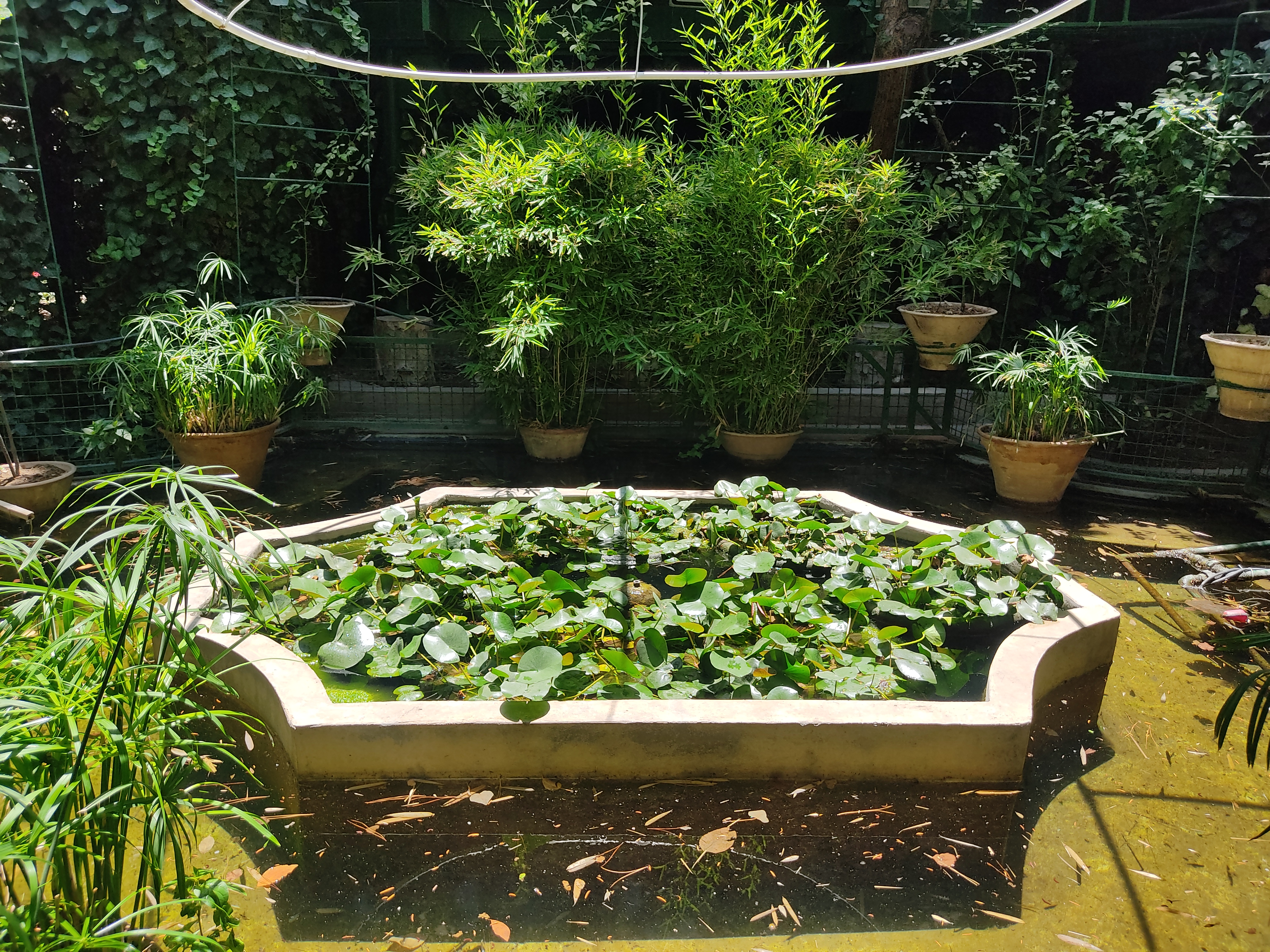
حیاط
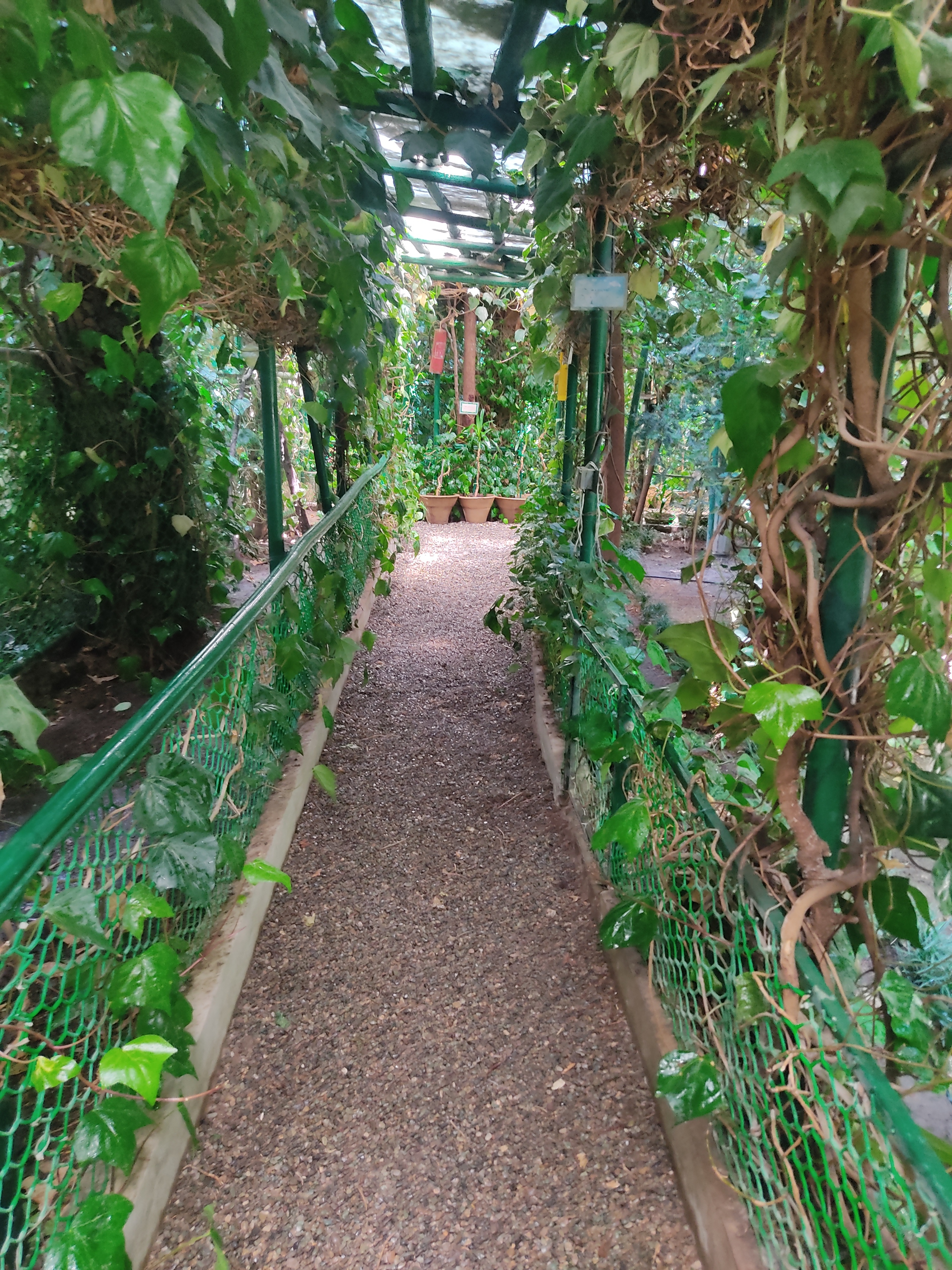
حیاط
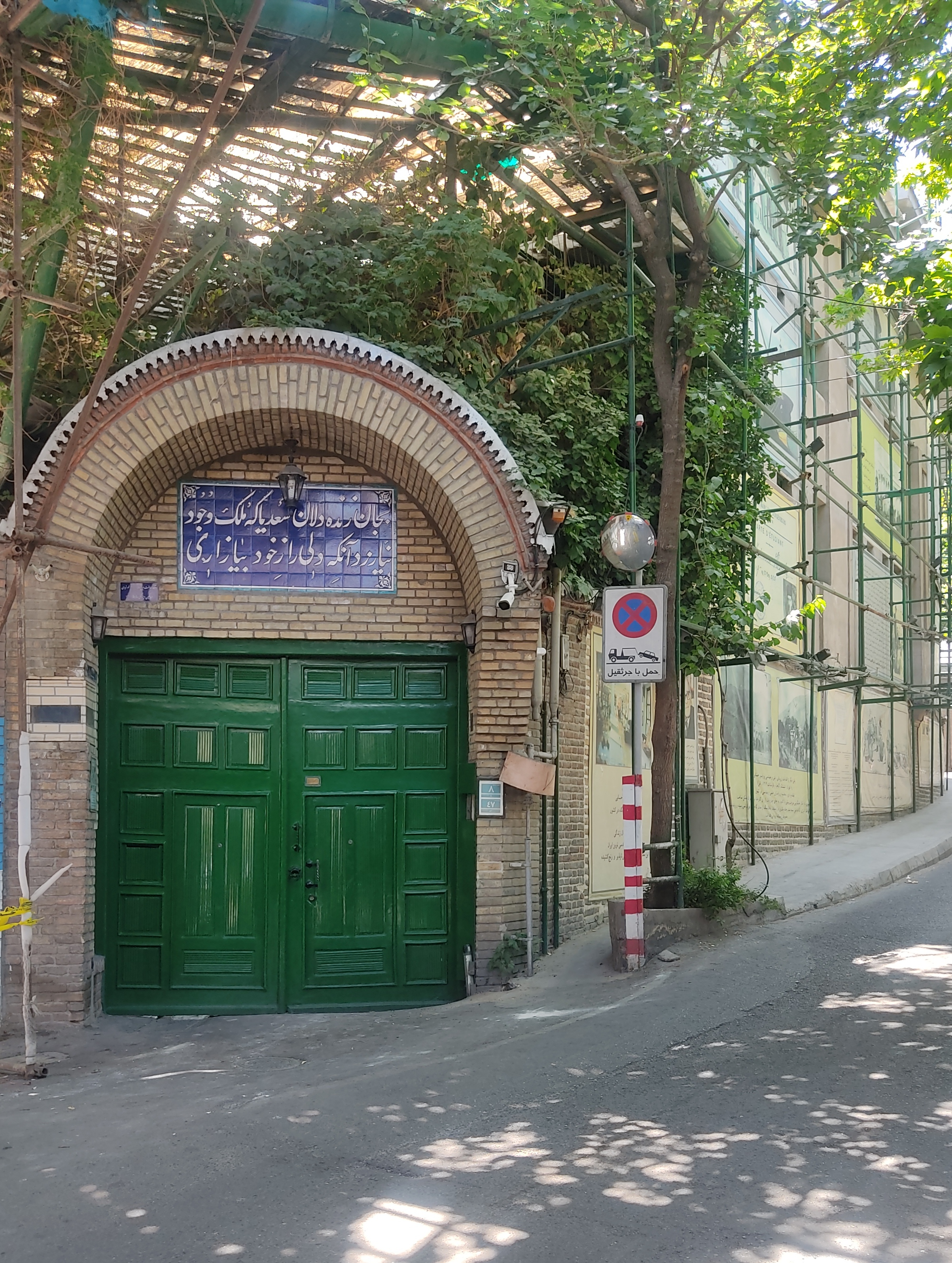
ورودی خانه دکتر حسابی در تهران

سراسرنمای حیاط خانه دکتر حسابی